# 林鴻道
林鴻道（1958年6月8日—）台灣企業家。出生於台北縣三重市，家中排行老二，畢業於開南商工。他是宏國關係事業創辦人林堉琪之子，自2014年起擔任中華奧林匹克委員會主席，在2022年擔任中華民國射箭協會理事長。

## 家庭背景
三重林家發跡於林建生於1919年開設林合發碾米場，同時為自耕農，林建生將獲利都用於購買土地，奠定林家產業基礎。陳兩傳家族的幸福水泥集團、三重世家蔡詩祥與蔡勝邦父子經營的吉安得建設集團、蘆洲陳萬富家族的國順建設集團與林家的林堉琪、林堉璘、林榮三三兄弟所建立起來的三個企業集團，合稱三重幫，是大臺北的商幫和傳統地方派系之一。

## 爭議事件
2021年東京奧運，中華代表團前往日本，因為戴資穎的發文曝光選手及教練搭乘經濟艙，引發關注，之後有立委曝光代表團中有36人搭乘商務艙名單，更直接點名當時的體育署長張少熙及中華奧會主席林鴻道兩人該為此事負全責。

## 荣誉
- 一等景星勋章（2024年4月11日于总统府颁授）[4]

## 外部來源
- .   [2023-05-19]. （原始内容存档于2020-09-18）.